# Parides steinbachi
Parides steinbachi là một loài bướm ngày in the Papilionidae family. It is đặc hữu to Bolivia.